# Bukovac (okręg pomorawski)
Bukovac (cyr. Буковац) – wieś w Serbii, w okręgu pomorawskim, w gminie Despotovac. W 2011 roku liczyła 490 mieszkańców.